# Hospitalet
Hospitalet är en svensk indiepopgrupp, baserad i Östersund. Bandet består huvudsakligen av Martin Hanberg, som var sångaren i Vapnet och Sibiria, och Johan från The Hartmans. Bandet bildades 2003 och Hanberg har skrivit så gott som alla texter och all musik till bandets låtar. Efter några inledande spelningar framträdde bandet 2004 på festivalen Storsjöyran. Efter detta har det följt ett antal spelningar i spridda sammanhang, senaste 2017. 2008 skrevs det om gruppen i musiktidskriften Groove. En ny hemsida skapades 2012, där all musik gruppen gett ut finns tillgänglig. Hospitalet finns sedan 2021 även tillgänglig via musikstreamingstjänster, såsom Spotify och Apple Music.

## Diskografi
- 2004 - sfh 1
- 2004 - sfh 2
- 2005 - sfh 3
- 2005 - sfh 4
- 2007 - sfh 5
- 2007 - Skiva från Hospitalet
- 2008 - sfh 6
- 2009 - sfh 7 / Hospitalet firar sommar
- 2010 - sfh 8
- 2010 - sfh 9
- 2011 - sfh 10